# Maria Fu Guilin
Św. Maria Fu Guilin (chiń. 傅桂林瑪利; ur. 1863 w Luopo, Hebei w Chinach, zm. 20 lipca 1900 w Dailucun, Hebei) – święta Kościoła katolickiego, męczennica.
Maria Fu Guilin urodziła się we wsi Luopo w prowincji Hebei w rodzinie katolickiej. W młodym wieku postanowiła, że przez całe życie pozostanie dziewicą. Po skończeniu szkoły w Xian pomagała misjonarzom. Przypisuje się jej założenie parafii we wsi Liu, gdzie nauczała.
Podczas powstania bokserów w Chinach doszło do prześladowania chrześcijan. W czerwcu 1900 r. powstańcy opanowali wieś i aresztowali Marię Fu Guilin w domu pewnej wdowy. Powiedziała im otwarcie: „Tęskniłam za zostaniem męczennikiem. Dzięki Bogu! Teraz nadszedł czas.” Po tym stwierdzeniu została wyciągnięta za wieś, gdzie napastnicy ją ścięli, a następnie oddali kilka strzałów. Wzięli jej głowę i powiesili na drzwiach poczty w pobliżu gospody. Po dwóch latach do wsi przybył jej brat, żeby zabrać jej ciało. Znalazł je nienaruszone, bez znaków zniszczenia, co mieszkańcy wsi uznali za cud.
Dzień jej wspomnienia to 9 lipca (w grupie 120 męczenników chińskich).
Została beatyfikowana 17 kwietnia 1955 r. przez Piusa XII w grupie Leon Mangin i 55 Towarzyszy. Kanonizowana w grupie 120 męczenników chińskich 1 października 2000 r. przez Jana Pawła II.